# Stubbtrådmossa
Stubbtrådmossa (Cephalozia catenulata) är en levermossart som först beskrevs av Hüb., och fick sitt nu gällande namn av Sextus Otto Lindberg. Stubbtrådmossa ingår i släktet trådmossor, och familjen Cephaloziaceae. Enligt den finländska rödlistan är arten starkt hotad i Finland. Enligt den svenska rödlistan är arten nära hotad i Sverige. Arten förekommer i Götaland, Gotland, Öland, Svealand och Nedre Norrland. Artens livsmiljö är friska och lundartade naturmoar.